# Klaukkala
 (avril 2019).
Si vous disposez d'ouvrages ou d'articles de référence ou si vous connaissez des sites web de qualité traitant du thème abordé ici, merci de compléter l'article en donnant les références utiles à sa vérifiabilité et en les liant à la section « Notes et références ».
Klaukkala (Klövskog en suédois) est un village du sud de la municipalité de Nurmijärvi, en Finlande, près du lac Valkjärvi. Il est le plus grand des villages de Nurmijärvi. La Seututie 132 entre Vantaa et Loppi passe par Klaukkala.
Il a une population d'environ 20 000 habitants et est la région à croissance la plus rapide de Nurmijärvi. Klaukkala a une migration importante principalement depuis l'agglomération d'Helsinki; étant un village rural situé à une demi-heure de route du centre d'Helsinki, il attire particulièrement les familles avec enfants. Malheureusement, en raison de l'énorme croissance démographique, le village est également tristement célèbre pour son trafic croissant, ce qui provoque des problèmes locaux le matin et l'après-midi.

## Prestations de service

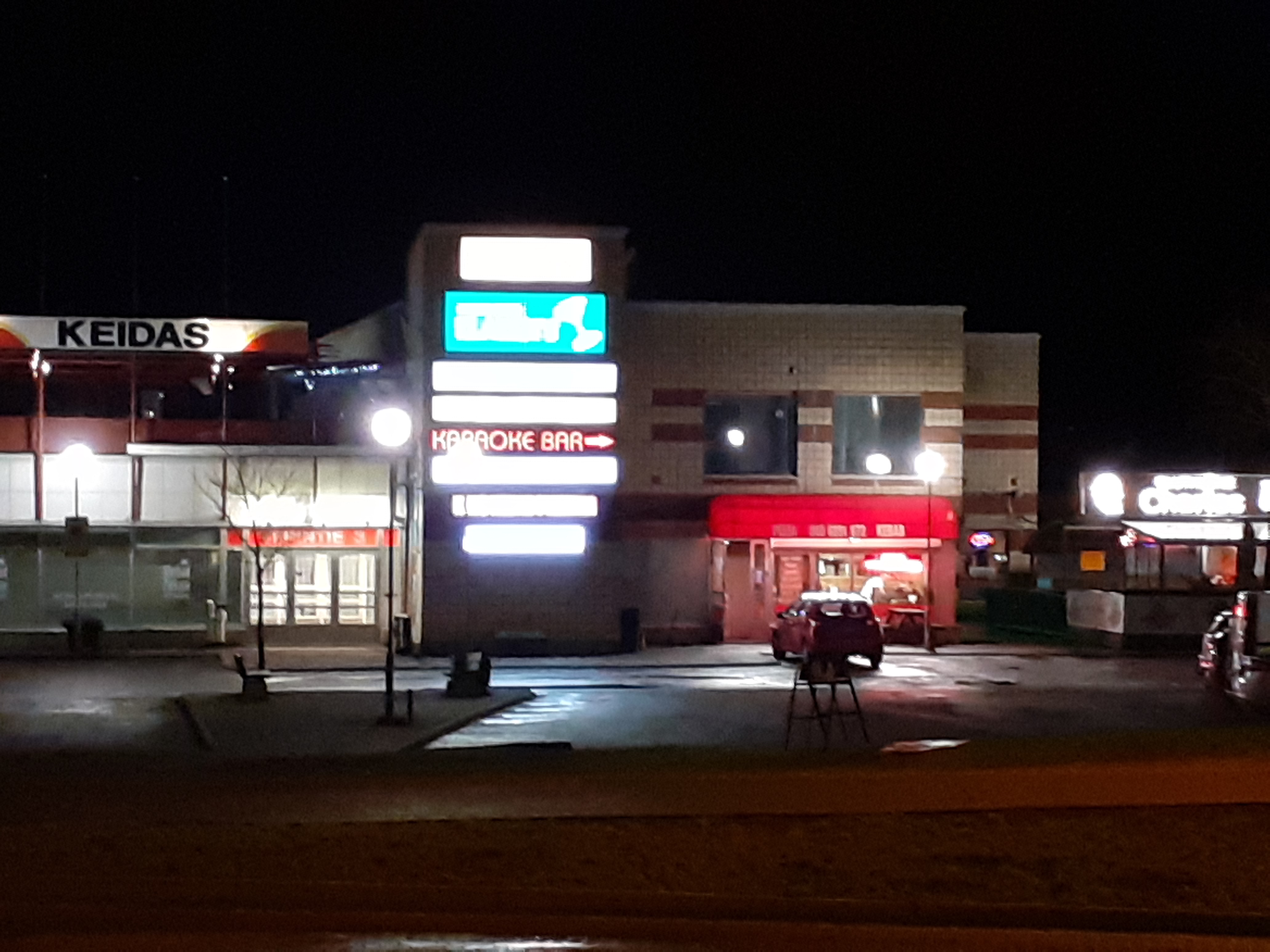
Immeuble Keidas avec le karaoké bar et la discothèque.

Klaukkala possède plusieurs épiceries et un centre commercial appelé Kauppakeskus Viiri, qui comprend l'hypermarché K-Citymarket et 17 autres magasins. Le long de la route de Lahnus  (Lahnuksentie), un autre centre commercial appelé Kauppakeskus Brunni abrite le S-market, où il a déménagé du vieux centre de Klaukkala en 2016. L'ancien bâtiment S-Market délabré des années 1970 le long de la route de Lepsämä (Lepsämäntie) serait démolie et remplacé par un nouveau magasin.
Les habitants avaient espéré remplacer le bâtiment par l'hypermarché Prisma, mais selon HOK-Elanto, Klaukkala aurait un autre S-market.
Le portefeuille de services de Klaukkala comprend également un centre de santé, une bibliothèque, des opticiens, une pharmacie, deux cliniques dentaires municipales et un dentiste privé, et deux quincailleries, Tokmanni et K-Rauta. Pour les animaux de compagnie, il y a une clinique vétérinaire à Klaukkala et deux magasins d'alimentation pour animaux de compagnie, Musti & Mirri et Halikatti.

## Des gens notables
Timo Tolkki, un ancien guitariste du Stratovarius, est originaire de Klaukkala,. Le Premier ministre finlandais Matti Vanhanen réside à Lepsämä, une région appartenant à Klaukkala.